# Borsodi-Mezőség
A Borsodi-Mezőség kistáj az Alföld északi peremvidékén terül el. Területéhez tartozik Ároktő, Borsodivánka, Egerlövő, Emőd, Gelej, Igrici, Mezőcsát,  Mezőkeresztes, Mezőnyárád, Mezőkövesd, Mezőnagymihály, Négyes, Szentistván Tiszabábolna, Tiszacsege, Tiszadorogma, Tiszavalk. Közigazgatásilag Borsod-Abaúj-Zemplén vármegye, azon belül pedig a Mezőkövesdi járás területén fekszik.
Vízrajzának meghatározó elemei az Eger–Laskó–Csincse-vízrendszer tagjai. Főbb vízfolyásai: Kánya-patak, Ostoros-patak, Kácsi-patak, Csincse-patak, Nád-ér (Lator-patak), Tardi (Orosz)-ér, Salamonta-ér, Tiszavalki-főcsatorna, Rigós, Súlymos-főcsatorna. Nyugaton az Eger-patak (Rima), keleten a Rigós főcsatorna vízfolyások határolják.
Nyugatról a Hevesi-sík, északról az Egri-Bükkalja és a Miskolci-Bükkalja, délről a Hevesi-ártér és a Borsodi-ártér határolja.
Közlekedésföldrajzi szempontból jelentős a kistáj szempontjából az M3-as autópálya, a 3-as főút, illetve a Hatvan–Miskolc–Szerencs–Sátoraljaújhely-vasútvonal.
Természeti értékeinek védelmét a Bükki Nemzeti Park Igazgatóságának hatáskörébe tartozó Borsodi Mezőség Tájvédelmi Körzet látja el.